# Univerzitet u Salamanci
Univerzitet u Salamanci (šp. Universidad de Salamanca) španska je institucija visokog obrazovanja, locirana u gradu Salamanka, zapadno od Madrida, u autonomnoj zajednici Kastilja i Leon. On je osnovan 1134. godine, a kralj Alfonso IX mu je dodelio Kraljevsku osnivačku povelju 1218. godine. To je treći najstariji univerzitet na svetu koji još uvek radi i najstariji univerzitet na španskom govornom području. Formalni naziv „Univerzitet” ovoj ustanovi je dodelio kralj Alfonso X 1254, a papa Aleksandar IV je priznao ovu instituciju 1255. godine.

## Istorija
Njegovo preteča je, kao i kod  svih drugih starijih univerziteta, bila katedralna škola, čije se postojanje može pratiti od 1130. godine. Univerzitet je osnovao 1134. godine, a leonski kralj Alfonso  1218. godine ga je kao priznao kao „Opštu školu kraljevine“. Kralj Alfonso X je dodelio ovoj ustanovi kraljevsku povelju, data 8. maja 1254. godine, čime su na Univerzitetu u Salamanci uspostavljena pravila organizacije i finansijska zadužbina.
Na osnovu papske bule Aleksandra IV iz 1255. godine, kojom je potvrđena Kraljevska povelja Alfonsa X, škola je stekla zvanje univerziteta.
Istorijske fraze Quod natura non dat, Salmantica non praestat (ono što priroda ne daje, Salamanca ne pozajmljuje, na latinskom) i Multos et doctissimos Salmantica habet (mnoge i vrlo upućene Salamanka ima) daju ideju o prestižu koji je institucija brzo stekla.
Tokom vladavine aragonskog kralja Ferdinanda II i kastiljske kraljice Izabele I, španska vlada je obnovljena. U vreme španske inkvizicije, proterivanja Jevreja i muslimana i osvajanja Granade, došlo je do određene profesionalizacije državnog aparata. To je podrazumevalo masovno zapošljavanje „letradosa”, tj. birokrata i pravnika, koji su bili „licencijados” (diplomci univerziteta), posebno u Salamanci i novoosnovanom Univerzitetu u Alkali. Ti ljudi su bili osoblje različitih državnih veća, uključujući, na kraju, Savet Indije i Trgovačku kuću, dva najviša tela u metropoli Španije za vladu Španskog carstva u Novom svetu.
Dok je Kolumbo lobirao kod kralja i kraljice za ugovor o potrazi za zapadnom rutom do Indije, on je izneo svoj slučaj veću geografa na Univerzitetu u Salamanci. U sledećem veku, škola morala Salamanke raspravljala je o moralu kolonizacije u Indima, zajedno sa pitanjima ekonomije, filozofije i teologije.
Poput Okforda i Kembridža, Salamanca je imala brojne koledže (Colegios Mayores). Oni su osnovani kao dobrotvorne institucije kako bi siromašnim studentima omogućili da pohađaju univerzitet. Do osamnaestog veka on su postale zatvorene korporacije pod kontrolom porodica njihovih osnivača, i dominirale su univerzitetom. Većinu njih su uništile Napoleonove trupe. Danas su neki pretvoreni u fakultetske zgrade, dok se drugi koriste kao domovi za stanovanje.
U 19. veku španska vlada je rastvorila fakultete kanonskog prava i teologije. Oni su kasnije ponovo uspostavljeni četrdesetih godina 20. veka kao deo Papskog univerziteta u Salamanci.

## Srodni poslovi
Osoblje ovog univerziteta je diskutovalo o izvodljivosti projekta Kristifora Kolumba i efektima koje su donele njegove tvrdnje. Nakon što je Amerika otkrivena, oni su razmatrali prava autohtonih naroda u smislu njihovog punog priznavanja, što je za taj period bilo revolucionarno. Po prvi put su analizirani ekonomski procesi, a oni su isto tako razvili pravnu nauku kada je postala klasični deo naučnog fokusa. To je bio period kada su neki od najbistrijih umova pohađali ovaj univerzitet i bio je poznat kao Škola u Salamanci. Članovi škole su renovirali teologiju, postavili temelje modernom pravu, međunarodnom pravu, savremenoj ekonomskoj nauci i aktivno učestvovali u Tridentskom savetu. Matematičari ove škole proučavali su reformu kalendara, koju je naručio papa Grgur XIII, i predložili rešenje koje je kasnije sprovedeno. Do 1580. godine 6.500 novih studenata stizalo je svake godine u Salamanku. Među diplomcima su bili mnogi državni službenici administracije Španske monarhije. Takođe su tokom ovog perioda primljene prve studentkinje univerziteta, kao što su Beatris Galindo i Lucija de Medrano, a potonja je bila prva žena koja je ikada držala časove na univerzitetu.

## Sadašnjost
Salamanca privlači studente osnovnih i postdiplomskih studija iz cele Španije i sveta; to je najbolje rangirani univerzitet u Španiji sudeći po broja studenata koji dolaze iz drugih regiona. Ovaj univerzitet je takođe poznat po svojim kursevima španskog jezika za strance, koji svake godine privuku više od dve hiljade stranih studenata.
Danas je Univerzitet u Salamanci važan centar za proučavanje humanističkih nauka i posebno je poznat po studijama jezika, kao i po nastavi prava i ekonomije. Naučna istraživanja se sprovode na univerzitetu i istraživačkim centrima koji su s njim povezani, kao što su Centro de Investigación del Cáncer [Centar za istraživanje raka], Instituto de Neurociencias de Castilla y León ili INCiL (Institut neuronauke Kastilje i Leona), Centro de Láseres Pulsados Ultracortos Ultraintensos (Laserski centrar za ultrakratke ultraintenzivne pulseve).
U saradnji sa Univerzitetom u Kembridžu, Univerzitet u Salamanci je 1989. godine osnovao Asocijaciju jezičkog testiranja u Evropi (ALTE).
Godine 2018, institucija je proslavila svoju osmu stogodišnjicu.

## Biblioteka
Biblioteka sadrži oko 906.000 tomova.

## Literatura
- Manuel Fernández Álvarez, Luis E. Rodríguez San Pedro & Julián Álvarez Villar, The University of Salamanca, Ediciones Universidad de Salamanca, 1992.  84-7481-701-3.
- Alves, André Azevedo (2010). The Salamanca School (Major Conservative and Libertarian Thinkers), edited by John Meadowcroft, Continuum International Publishing.
- Chaufen, Alejandro A. (2008). „Scholastics/School of Salamanca”.  Ур.: Hamowy, Ronald. The Encyclopedia of Libertarianism. Thousand Oaks, CA: SAGE; Cato Institute. стр. 450—52. ISBN 978-1-4129-6580-4. LCCN 2008009151. OCLC 750831024. doi:10.4135/9781412965811.n275.
- Chojnowski, Peter (January 2005) "'Corporation Christendom': The True School of Salamanca". The Angelus XXVIII (1). Kansas City, MO: Angelus Press. ISSN 1073-5003. Contends that the alleged economic liberalism is based on a misreading of scholastic texts.
- Grice-Hutchinson, Marjorie (1952). The School of Salamanca: Readings in Spanish Monetary Theory, 1544–1605
- Grice-Hutchinson, Marjorie (1978). Early Economic Thought in Spain, 1177–1740.
- Grice-Hutchinson, Marjorie (1993). Economic thought in Spain. Selected Essays of Marjorie Grice-Hutchinson, edited with an introduction by Laurence Moss and Christopher K. Ryan.
- Liggio, Leonard P. (Jan & Feb 2000) „The Heritage of the Spanish Scholastics”. Religion & Liberty. 10 (1).. Grand Rapids, MI: Acton Institute.
- Messarra, Sean (2020). „Representation and scholastic political thought”. History of European Ideas. 46 (6): 737—753. doi:10.1080/01916599.2020.1756891.
- Rothbard, Murray, New Light on the Prehistory of the Austrian School Essay originally published in The Foundations of Modern Austrian Economics, edited by Edwin Dolan (Kansas City: Sheed and Ward, 1976), pp. 52–74.
- Schumpeter, Joseph (1954), History of Economic Analysis, New York: Oxford University Press .
- Van Ittersum, M. J. (2007). „Preparing Mare liberum for the Press: Hugo Grotius' Rewriting of Chapter 12 of De iure praedae in November–December 1608”. Grotiana. 26: 246—80. doi:10.1163/187607508X366445.: Puts into context of truce negotiations 1608–1809. Ittersum (p. 18) notes  Grotius' citing of School of Salamanca figures, as well as the Ancient Greek, Roman and early Church Fathers (p. 12).
- Velasco Sánchez, José Tomás (2015). La Escuela de Salamanca. Concepto, miembros, problemas, influencias, pervivencias. Bubok Publishing, S.L. Madrid. ISBN 978-84-686-6627-3.

## Spoljašnje veze
- Herbermann, Charles, ур. (1913). „University of Salamanca”. Catholic Encyclopedia. New York: Robert Appleton Company.

40° 57′ 42″ С; 5° 40′ 03″ З / 40.961612° С; 5.667607° З